# Vichyssoise

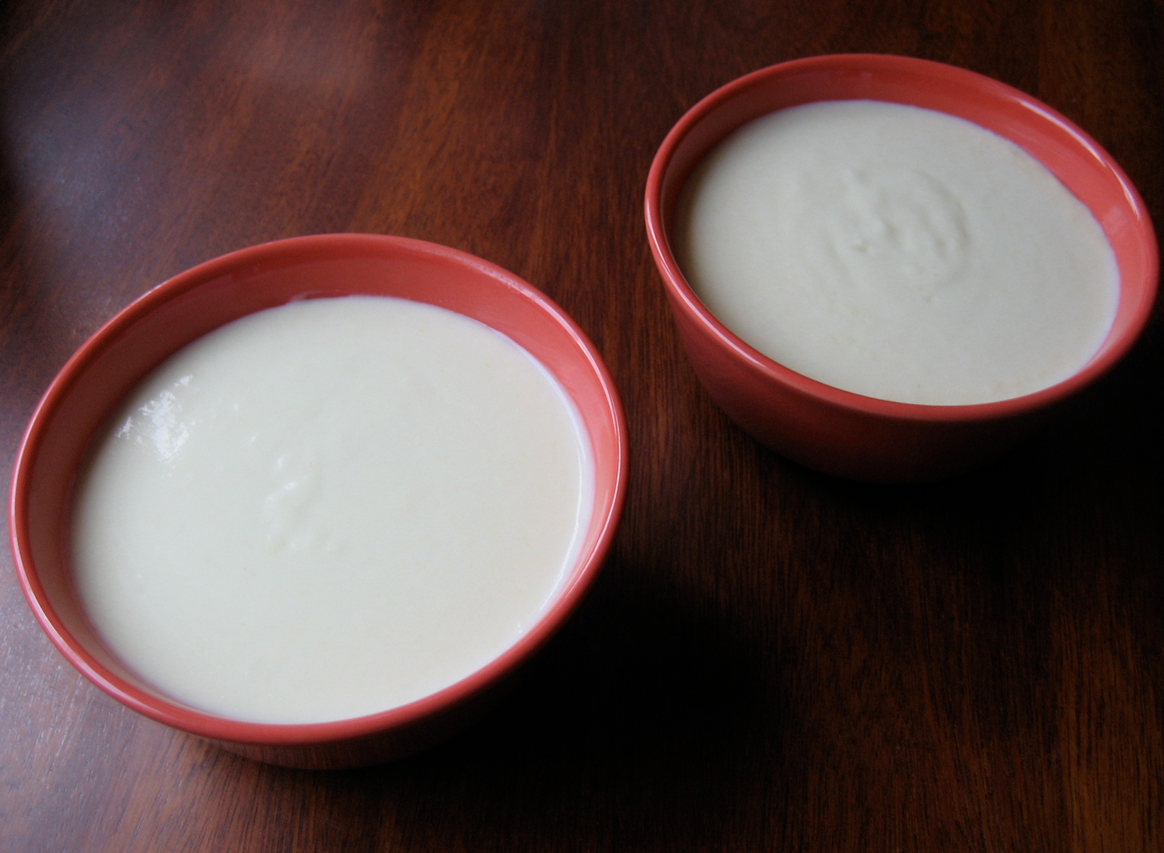
Przykładowy sposób podania zupy

Vichyssoise – zupa kuchni francuskiej przyrządzana ze zblendowanych porów, ziemniaków, cebuli, bulionu drobiowego i śmietany. Zupę tę zazwyczaj serwuje się na zimno, jednak niekiedy również na gorąco.

## Pochodzenie
Krem z porów i ziemniaków znany jako potage parmentier był popularny we Francji już w XIX w. Współczesna wersja tego dania podawana na zimno ze śmietaną została wymyślona w 1917 roku przez szefa kuchni hotelu Ritz-Carlton w Nowym Yorku, Louisa Diata. Diat pracując w Ritzu latem 1917 roku rozmyślał o zupie z porów, którą jego matka i babcia przygotowywały mu w dzieciństwie oraz o tym jak z rodzeństwem schładzali ją zimnym mlekiem. Postanowił stworzyć coś podobnego dla hotelowej restauracji. Zupę nazwał crème vichyssoise glacée, na cześć miasta Vichy.